# جامعة الجزائر 2
جامعة الجزائر 2 - أبو القاسم سعد الله، هي إحدى الجامعات الجزائرية، الواقعة في بلدية بوزريعة ولاية الجزائر العاصمة في شمال البلاد.
انشئت في عام 2009 بعد تقسيم جامعة الجزائر على ثلاث جامعات (جامعة الجزائر، جامعة الجزائر 2 جامعة الجزائر 3.

## كليات والمعاهد
- كلية العلوم الإنسانية.[2]
- كلية العلوم الاجتماعية.[3]
- كلية اللغة العربية وآدابها واللغات الشرقية.[4]
- كلية اللغات الأجنبية.[5]
- معهد الآثار.[6]
- معهد الترجمة.[7]